# Колумбійська краватка
Колумбійська краватка (ісп. corte de corbata, краватка) — це форма страти або посмертного каліцтва, під час якої язик жертви протягують через глибокий розріз під щелепою та залишають звисати на шиї. Вперше він з’явився в Колумбії в період, відомий як La Violencia (1948–1958), як метод психологічної війни, призначений для налякування та залякування. Це був один із кількох задокументованих типів публічного каліцтва під час конфлікту, який використовувався для тероризування людей.